# Soul food
Il soul food è un tipo di cucina americana elaborata dalla comunità afro-americana nel sud degli Stati Uniti. Intorno alla metà degli anni sessanta del XX secolo, la parola soul era abitualmente connessa con la cultura afro-americana (da qui ad esempio la musica soul) e da qui è derivato il nome di questa cucina.